# Никольское (Буздякский район)
Никольское (баш. Никольский) — село в Буздякском районе Республики Башкортостан Российской Федерации. Входит в состав Гафурийского сельсовета.

## География

### Географическое положение
Расстояние до:
- районного центра (Буздяк): 15 км,
- ближайшей ж/д станции (Буздяк): 14 км.

## Население
| 2002 | 2009 | 2010 |
| ---- | ---- | ---- |
| 318  | ↘304 | ↘270 |

Согласно переписи 2002 года, преобладающая национальность — русские (62 %).